# Филателистическое агентство
Филателистическое агентство — частная торговая и полиграфическая (иногда посредническая) фирма, которая за соответствующее долевое участие в прибыли или за определённую денежную сумму, выплачиваемую почтовой администрацией страны-заказчика, обеспечивает изготовление и реализацию знаков почтовой оплаты этой страны.
Филателистическим агентством также называют национальную или частную торговую фирму, которая экспортирует филателистические материалы своей страны заграницу, продаёт их коллекционерам внутри страны. Например, в СССР такие функции внутри страны выполняло Центральное филателистическое агентство (ЦФА) «Союзпечать», а за рубежом — Всесоюзное объединение «Международная книга». Иногда такие филателистические агентства ошибочно называют почтовыми агентствами.
Заключившие контракты с филателистическими агентствами почтовые администрации, которые не имеют возможности печатать у себя почтовые марки, легко попадают в финансовую зависимость от этих агентств. Филателистические агентства оказывают значительное влияние на тематическое содержание эмиссий почтовых марок и, пользуясь предоставленными им условиями (в частности, монополию на их распространение), спекулируют почтовыми марками, печатая их ограниченными тиражами и сбывая филателистам по повышенным ценам. При этом некоторые из таких выпусков вообще не продавались в стране, от имени которой они были эмитированы и даже не попадали в эмитировавшую их страну. Примером могут служить разные выпуски эмиратов Абу-Даби, Аджмана, Шарджи, Умм-аль-Кайвайна, Рас-аль-Хаймы, Аль-Фуджейры, так называемые «песчаные дюны».
Иногда филателистические агентства продолжают печатать марки уже не существующих стран и продавать их в ущерб филателистам. Например, как это имело место в отношении выпусков принадлежащих Йеменской Республике территорий Куайти, Катиры и Мара.